# Ahmad I ibn Mustafá
Ahmad I ibn Mustafa (árabe أبو العباس أحمد باشا باي, Túnez 2 de diciembre de 1806 - La Goleta 30 de mayo de 1855 , fue bey de Túnez de la dinastía husaynita de Túnez de 1837 en 1855. Era hijo de Mustafá ibn Mahmud al que sucedió a su muerte en 10 de octubre de 1837. En mayo de 1838 fue nombrado mariscal del ejército otomano (antes los beyes solo habían llegado a general de división). 

## Biografía
Estuvo en conflicto con el gobierno otomano que quería limitar la autonomía tunecina que iba en contra de sus ambiciones. El Imperio otomano tenía el apoyo británico y el bey Ahmad tenía el de Francia, el conflicto diplomático se solucionó finalmente y el bey recibió los títulos de wali y musher y dejó de pagar el tributo que la Puerta reclamaba, pero los beyes quedaron aún sujetos a decretos imperiales de confirmación del cargo y de vasallaje con el sultanato otomano. 

### Nuevas reformas
El 25 de agosto de 1840 se puso la primera piedra de la catedral de Saint-Louis de Cartago, concedida a Francia para trato de agosto de 1830. En junio de 1845, Antonio de Orleans duque de Montpensier (1824-1890), hijo del rey Luis Felipe I, visitó Túnez y Cartago y fue recibido con mucha solemnidad por el bey; en el curso de esta visita oficial, se concertó un viaje del bey a París que se hizo el año siguiente, el bey tuvo una recepción espléndida , en este viaje el soberano tuvo ocasión de hacer visitas y observar muchas cosas, lo que le hizo afianzarse en sus proyectos reformistas en imitación de las naciones europeas, como la reforma urbana de Túnez, aunque lo más llamativo realizado por este ben, fue la reconstrucción de la mezquita de Bab El Jazira y la restauración entre 1847-1848 de Bab El Bhar. Los palacios del Bardo y de la Mohamedia también fueron iniciativas del soberano, así como también hizo una donación de un lote importante de manuscritos árabes a la mezquita de Zitouna. En este tiempo Túnez ciudad tenía tres autoridades principales por debajo del bey: el agha, gobernador de la milicia y la kasbah, el dawletly o ferik, una especie de jefe de policía, y el Shaykh al-Madina encargado de la administración del souk. 
En política interior se nombró, a su cuñado, el gran visir Mustafá Khaznadar; introdujo varias reformas e hizo diversas obras públicas que le llevaron a un gran endeudamiento externo y a un aumento de los impuestos; esta deuda benefició a algunos hombres de negocios europeos y sobre todo al corrupto gran visir y ministro de finanzas, Mustafá Khaznadar (1837-1873). Ahmad declaró la abolición de la esclavitud (1846) y la supresión del estatuto que ponía a los judíos en situación de inferioridad. Ahmad envió tropas para participar en la Guerra de Crimea al lado de los otomanos. 
Ahmad murió en La Goleta el 30 de mayo de 1855 siendo enterrado en el mausoleo de Turbet el-Bey, situado en la Medina de Túnez. Le sucedió su primo Muhammad II ibn al-Husayn. 
| Predecesor: Mustafá ibn Mahmud | Bey de Túnez 1837 - 1855 | Sucesor: Muhammad II ibn al-Husayn |